# Los Santos (kommun)
Los Santos är en kommun i Colombia.   Den ligger i departementet Santander, i den centrala delen av landet, 260 km norr om huvudstaden Bogotá. Antalet invånare är 10 977. Arean är 242 kvadratkilometer.
Terrängen i Los Santos är bergig åt sydväst, men åt nordost är den kuperad.